# Jochem Uytdehaage
Jochem Simon Uytdehaage, né le 9 juillet 1976 à Utrecht, est un patineur de vitesse néerlandais des années 1990 et 2000.

## Palmarès
| Date | Compétition                           | Lieu           | Résultat        | Épreuve |
| ---- | ------------------------------------- | -------------- | --------------- | ------- |
| 2002 | Jeux olympiques                       | Salt Lake City | 5 000 mètres    | 1er     |
| 2002 | Jeux olympiques                       | Salt Lake City | 10 000 mètres   | 1er     |
| 2002 | Jeux olympiques                       | Salt Lake City | 1 500 mètres    | 2e      |
| 2002 | Championnats du monde toutes épreuves | Heerenveen     | Toutes épreuves | 1er     |
| 2002 | Championnats d'Europe toutes épreuves | Erfurt         | Toutes épreuves | 1er     |
| 2003 | Championnats du monde simple distance | Berlin         | 5 000 mètres    | 1er     |
| 2004 | Championnats d'Europe toutes épreuves | Heerenveen     | Toutes épreuves | 3e      |
| 2005 | Championnats d'Europe toutes épreuves | Heerenveen     | Toutes épreuves | 1er     |